# Söderleden, Stockholm

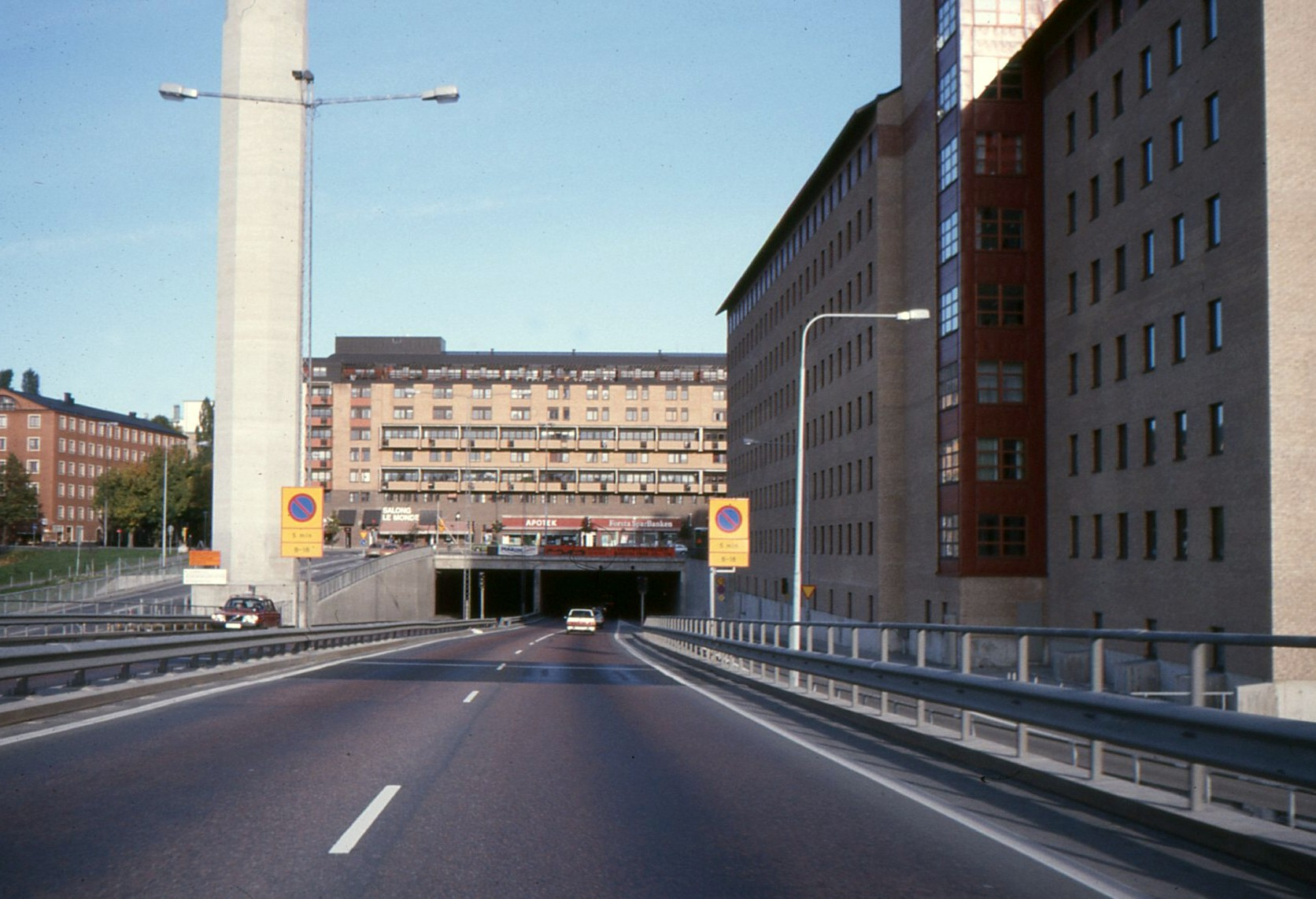
På Söderleden norrut, 1986

Söderleden är en huvudtrafikled på Södermalm i Stockholm som sträcker sig från Gullmarsplan och Södra länken i syd till Centralbron i norr. Största delen går i Söderledstunneln. Söderleden är cirka 2,5 kilometer lång och fick sitt nuvarande namn 1985.

## Historik
Söderleden har sin föregångare i Södergatan, som började anläggas 1937 och öppnades för trafik 1945. Fördröjningen berodde på andra världskriget. Södergatan skapade ett djupt dike genom norra delen av Södermalm. Först med invigningen av Söderleden och Söderledstunneln 1985 försvann diket och stadskvarteren på tunneln kunde återställas. 
Av den cirka 2,5 kilometer långa Söderleden går drygt 1,5 kilometer i Söderledstunneln och 756 meter på Johanneshovsbron. Söderleden är en del av Stockholms nord-sydaxel.